# John Whitehead

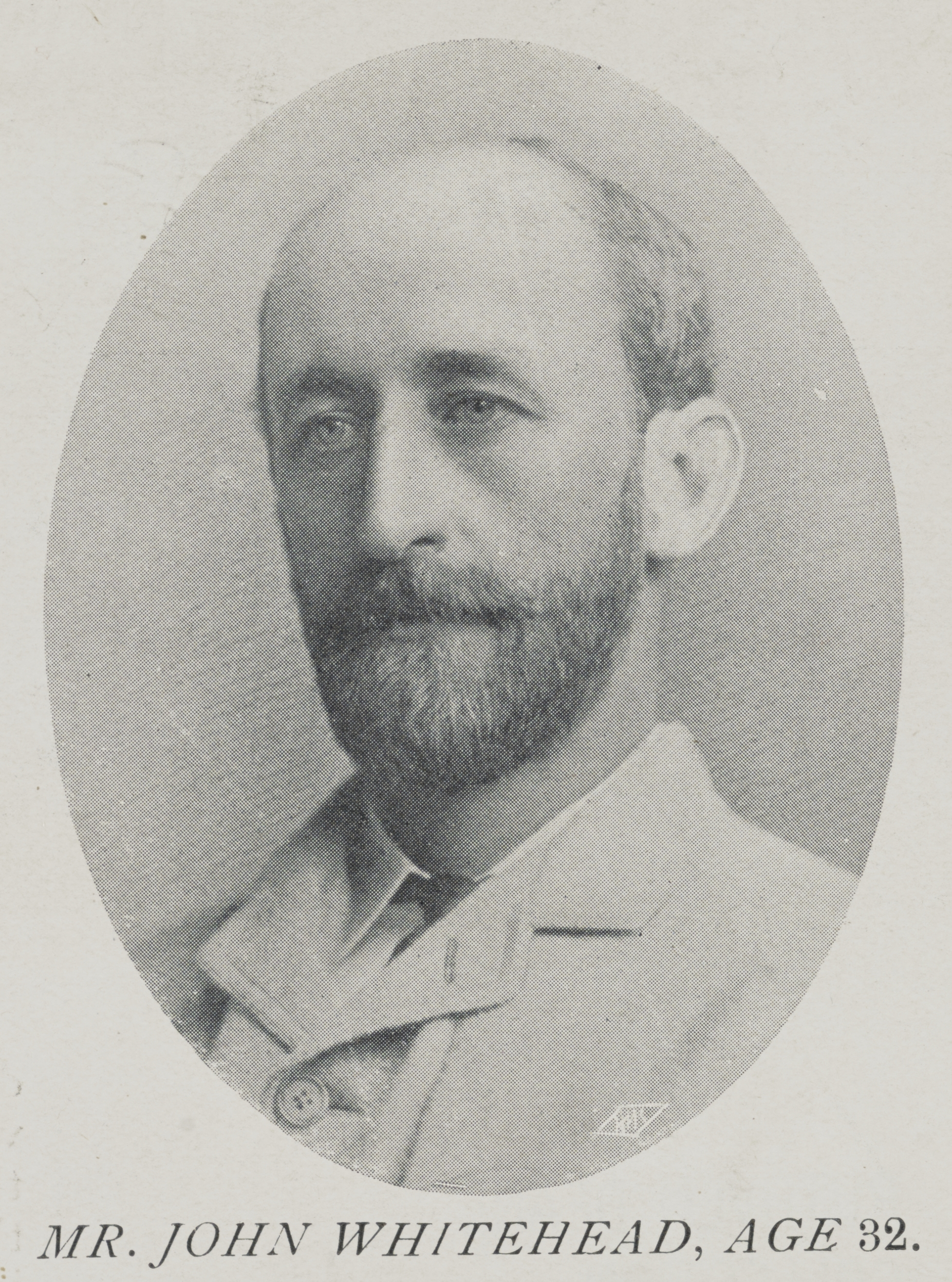
John Whitehead in 1892

John Whitehead (Londen, 30 juni 1860 - 2 juni 1899) was een  Britse ontdekkingsreiziger, ornitholoog en verzamelaar van nieuwe vogelsoorten.

## Biografie
John Whitehead werd geboren op 30 juni 1860 in Muswell Hill, een wijk in de Engelse hoofdstad Londen. Hij was de tweede zoon van Jane Ashton Tinker en beurshandelaar Jeffrey Whitehead. Hij volgde onderwijs aan Elstree, Hertfordshire en aan het Edinburgh Institution. Vanwege een longziekte moest hij de winter van 1882 op 1883 doorbrengen op Corsica. Daar begon hij met het verzamelen van allerlei diersoorten en ontdekte hij ook nieuwe vogelsoort.
Tussen 1885 en 1888 reisde Whitehead door Malakka, Noord-Borneo, Java en Palawan (Filipijnen) waar hij een groot aantal nieuwe diersoorten verzamelde. Bijvoorbeeld tijdens zijn verkenning rond en op de berg de Kinabalu (4101 m) ontdekte hij de zwartkeelsmaragdbreedbek (Calyptomena whiteheadi).
Tussen 1893 en 1896 deed hij onderzoek op de Filipijnen waar hij opnieuw nieuwe soorten voor de wetenschap verzamelde. Zo ontdekte hij daar de  Filipijnse apenarend, waarvan de wetenschappelijke naam (Pithecophaga jefferyi) verwijst naar zijn vader Jeffrey Whitehead. Whitehead had plannen om in 1899 terug te keren naar de Filipijnen. Helaas was hij gedwongen dit plan op te geven door het uitbreken van de Spaans-Amerikaanse Oorlog. In plaats daarvan reisde hij naar het eiland Hainan, waar hij overleed aan malaria.

## Vernoemde soorten
De volgende soorten zijn naar hem vernoemd:
- Kerivoula whiteheadi
- Spitstandvleerhond Harpyionycteris whiteheadi
- Maxomys whiteheadi
- Chrotomys whiteheadi
- Exilisciurus whiteheadi
- Chrotomys whiteheadi
- Kikker uit Borneo - Meristogenys whiteheadi
- Grijsbuikkitta Urocissa whiteheadi
- Zwartkeelsmaragdbreedbek Calyptomena whiteheadi
- Whiteheads trogon Harpactes whiteheadi
- Whiteheads salangaan Aerodramus whiteheadi
- Borneostruikzanger Urosphena whiteheadi
- Whiteheads boomtimalia Zosterornis whiteheadi
- Corsicaanse boomklever Sitta whiteheadi

- Stuttgart Database of Scientific Illustrators 1450–1950: 11892
- Gemeinsame Normdatei: 1036250032
- International Standard Name Identifier: 0000 0003 9096 266X
- Library of Congress Control Number: no2013074074
- Nederlandse Thesaurus van Auteursnamen: 332488233
- Virtual International Authority File: 284712747
- WorldCat: E39PBJcKG9KH6mQtmjyrvTCCwC